# Schefflera polita
Schefflera polita är en araliaväxtart som först beskrevs av Friedrich Anton Wilhelm Miquel, och fick sitt nu gällande namn av René Viguier. Schefflera polita ingår i släktet Schefflera och familjen araliaväxter. Inga underarter finns listade.